# FOX體育三台
FOX體育三台（FOX Sports 3）是福斯國際電視網旗下的體育家族頻道「FOX體育台」的子台，前身為ESPN HD及FOX高畫質體育台（FOX Sports Plus，2013年1月28日改名）。
所有版本則有提供高畫質及標準畫質雙路訊號。

## 外部連結
- 亞洲區FOX體育台節目表 （页面存档备份，存于）